# 3995 Sakaino
3995 Sakaino је астероид главног астероидног појаса чија средња удаљеност од Сунца износи 2,634 астрономских јединица (АЈ).
Апсолутна магнитуда астероида је 12,4.